# Detention
Detention is een Amerikaanse film uit 2003, geregisseerd door Sidney J. Furie.

## Verhaal
Voor Sam Decker is het zijn laatste werkdag op Hamilton High school. Voor de laatste keer moet hij de strijd aangaan met het grootste tuig van de school tijdens het nablijfuur. De strijd barst pas echt los als een groep beroepsmoordenaars de ogenschijnlijk lege school binnendringt om een overval op een geldwagen minutieus voor te kunnen bereiden.

## Rolverdeling
- Dolph Lundgren - Sam Decker
- Alex Karzis - Chester Lamb
- Kata Dobó - Gloria Waylon
- Corey Sevier - Mick Ashton
- Dov Tiefenbach - Willy Lopez
- Danielle Hampton - Alicia Roberts
- K.C. Collins - Hogie Hogarth
- Mpho Koaho - Jay Tee Barrow
- Larry Day - Earl Hendorf
- Joseph Scoren - Viktor
- Mif - Alek

## Trivia
- De school is in werkelijkheid de Sir John A. MacDonald Secondary School, en staat in Hamilton (Ontario), Canada